# Анциферово (село, Новгородская область)
Анциферово — село в Хвойнинском районе Новгородской области России, административный центр Анциферовского сельского поселения.

## География
Расположено у рек Медведа, Сомина и Налойка.
Через село проходит железная дорога Мга — Кириши — Хвойная — Пестово — Овинищи и автодорога Любытино — Хвойная.

## История
Станция Анциферово и одноимённый посёлок при ней были построены в 1916—1918 годах в ходе строительства железной дороги Петроград — Мга — Рыбинск.
24 декабря 1962 года решением Новгородского облисполкома № 776 населённый пункт Анциферово был отнесён к категории рабочих посёлков.
В 1998 году в соответствии с постановлением Новгородской областной думы № 115-ОД от 27 мая 1998 года посёлок Анциферово был переведён в разряд сельских поселений.

## Население
| 2009 | 2010 |
| ---- | ---- |
| 1015 | ↘865 |

## Инфраструктура
В селе расположен дом престарелых.